# XIII. Budapester Bezirk
Der XIII. Bezirk der ungarischen Hauptstadt Budapest liegt im östlich der Donau gelegenen Pester Stadtteil, im nördlichen Teil des Stadtgebiets.

## Geschichte
1930 wurde die Bezirksstruktur von Budapest neu geordnet. Die Zahl der Bezirke stieg von 10 auf 14. Ein neuer Bezirk war der XIII. Bezirk. 1950 wurde die Margareteninsel aus dem III. Bezirk, Újlipótváros aus dem V. Bezirk und kleine Teile des VI. Bezirkes in den XIII. Bezirk eingegliedert.
Gliederung des XIII. Bezirkes:
- Neuleopoldstadt (Újlipótváros)
- Engelsfeld (Angyalföld)
- Hausenfang (Vizafogó)
- Pesther Insel (Népsziget, „Volksinsel“)
- Árpád-Göncz-Stadtzentrum (Göncz Árpád városközpont)
- Margareteninsel: nur bis 2013

## Bürgermeister
| Bürgermeister  | Partei     | Amtszeit  |
| István Síklaky | parteifrei | 1990–1991 |
| Miklós Szabó   | SZDSZ      | 1991–1994 |
| József Tóth    | MSZP       | 1994–     |

## Wichtige Straßen und Plätze
| Straßen: - Bulcsú utca - Szent István körút - Váci út - Lehel utca |  | - Béke utca - Róbert Károly körút - Pozsonyi út - Dózsa György út |  | Plätze: - Nyugati tér (nördliche Seite) - Béke tér - Lehel tér - Szent István park. |

## Kultur
- Vígszínház
- Attila-József-Theater (József Attila Színház)

## Fotos

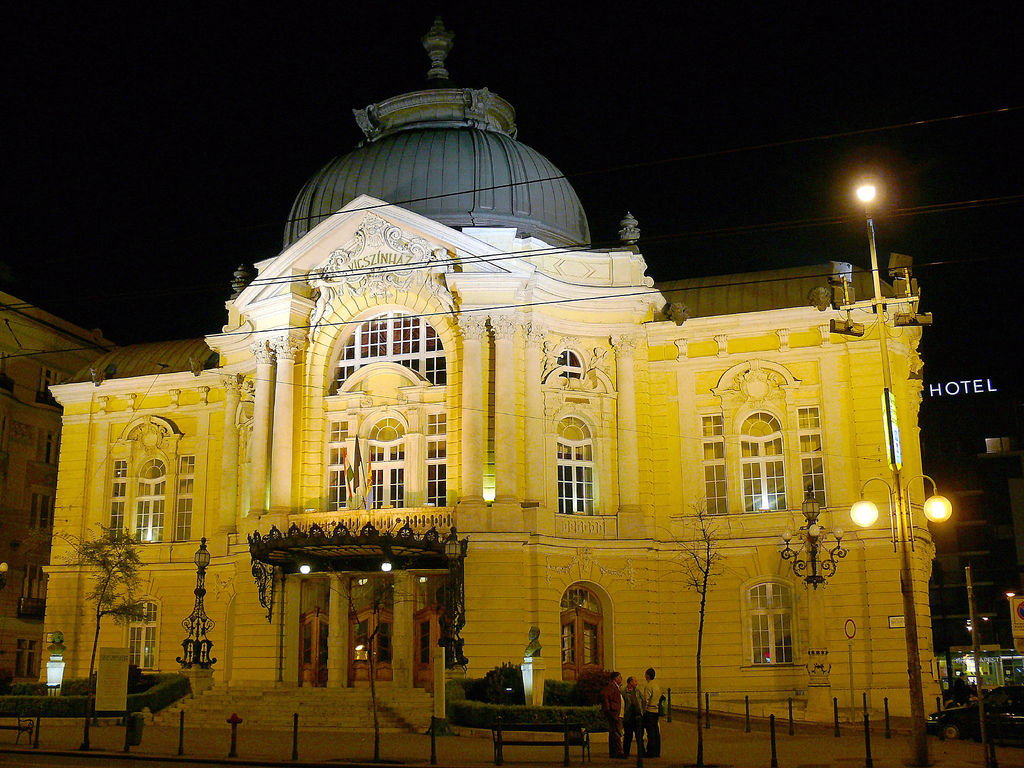
Vígszínház
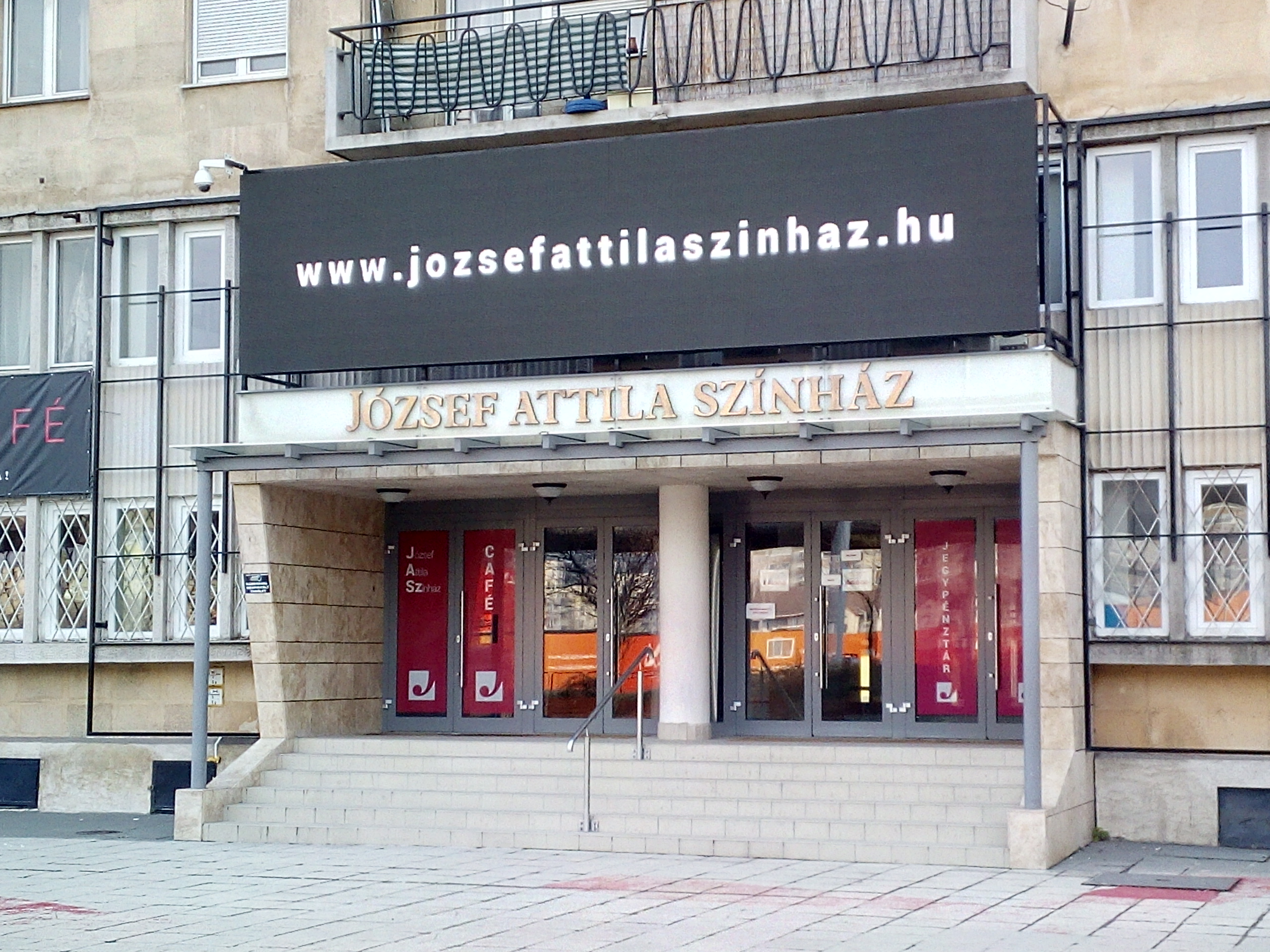
Eingangs des Attila-József-Theaters (József Attila Színház)
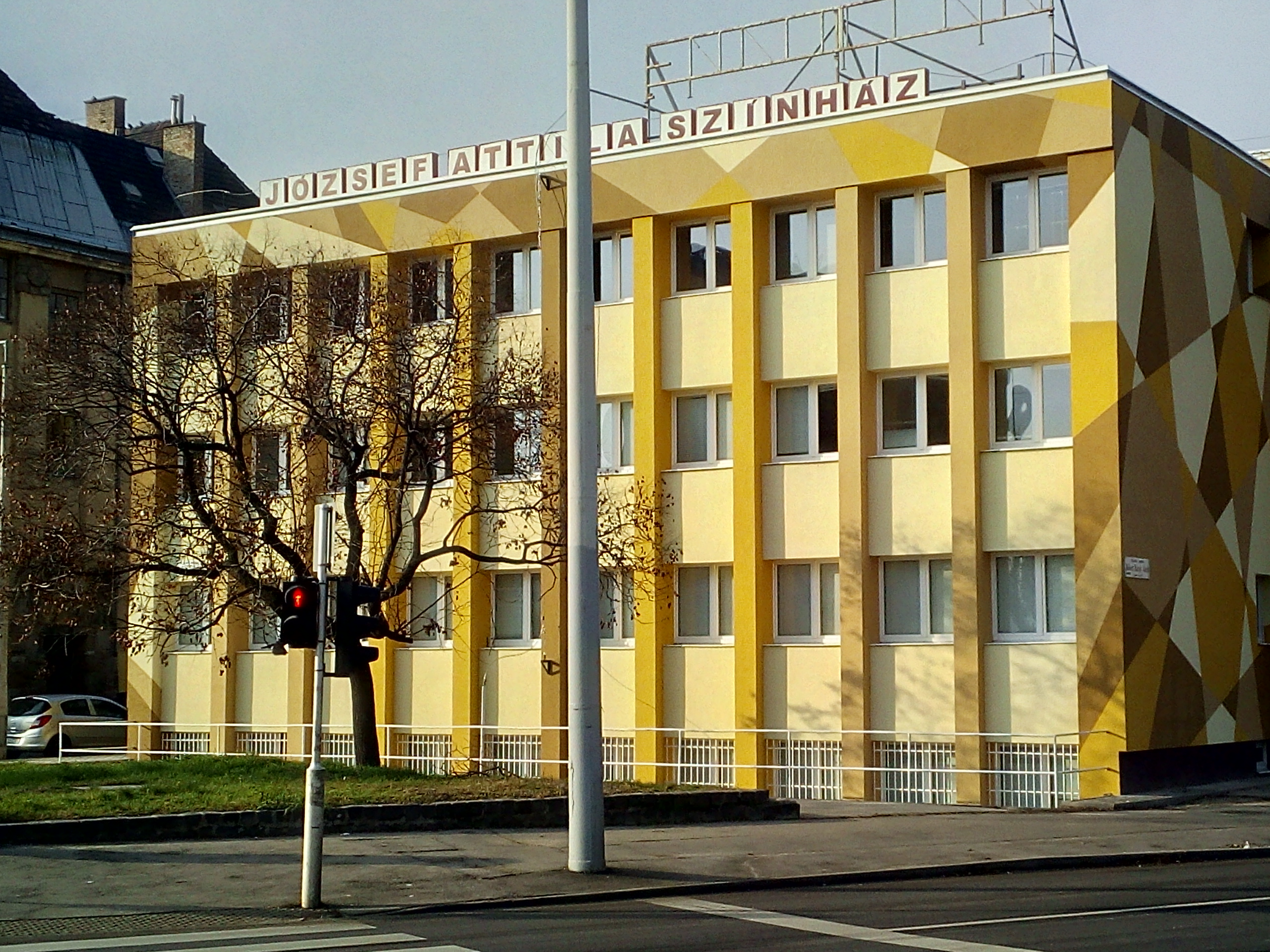
Ansicht des Attila-József-Theaters von der  Róbert Károly körút
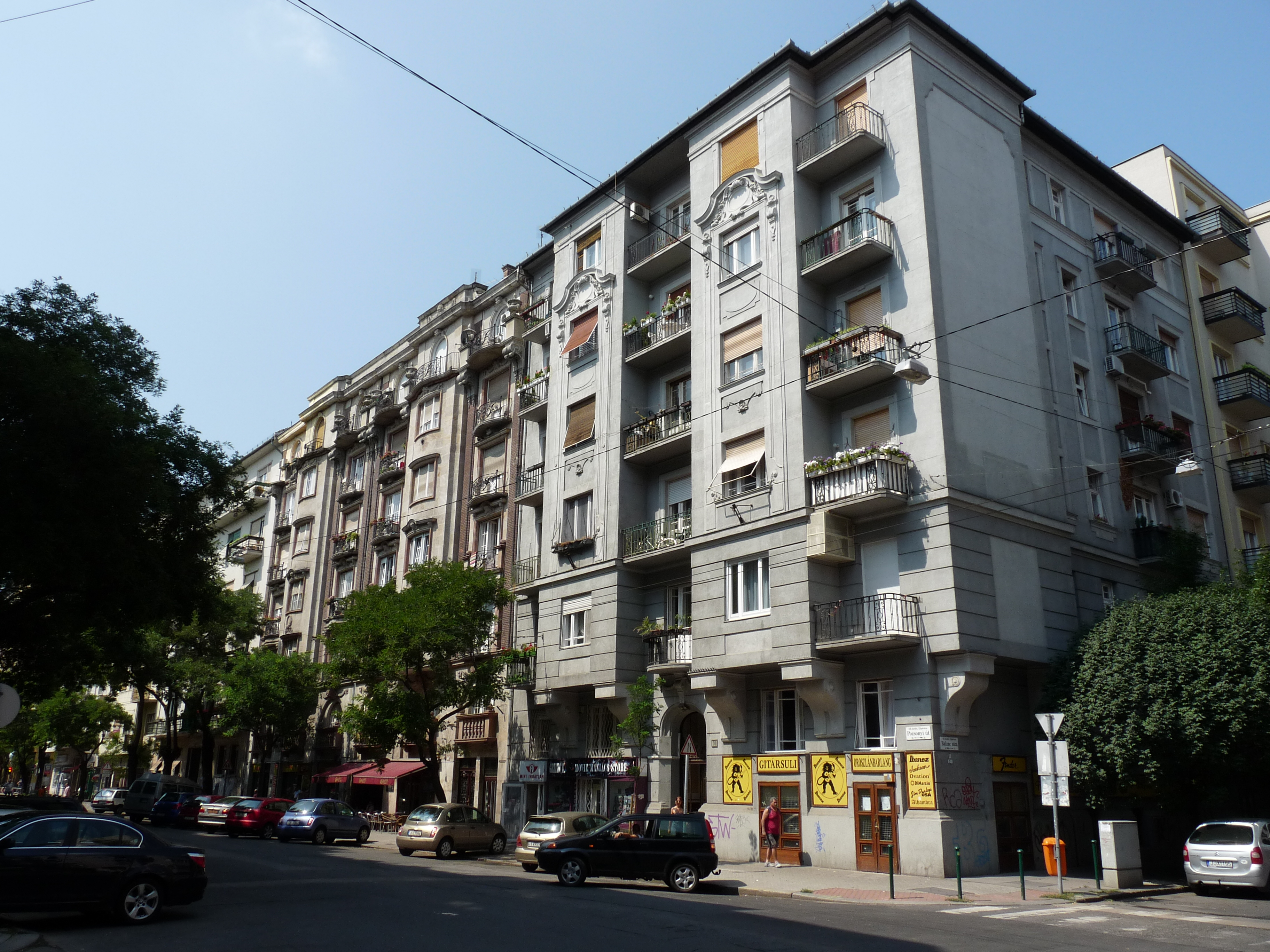
Újlipótváros: Pozsonyi út
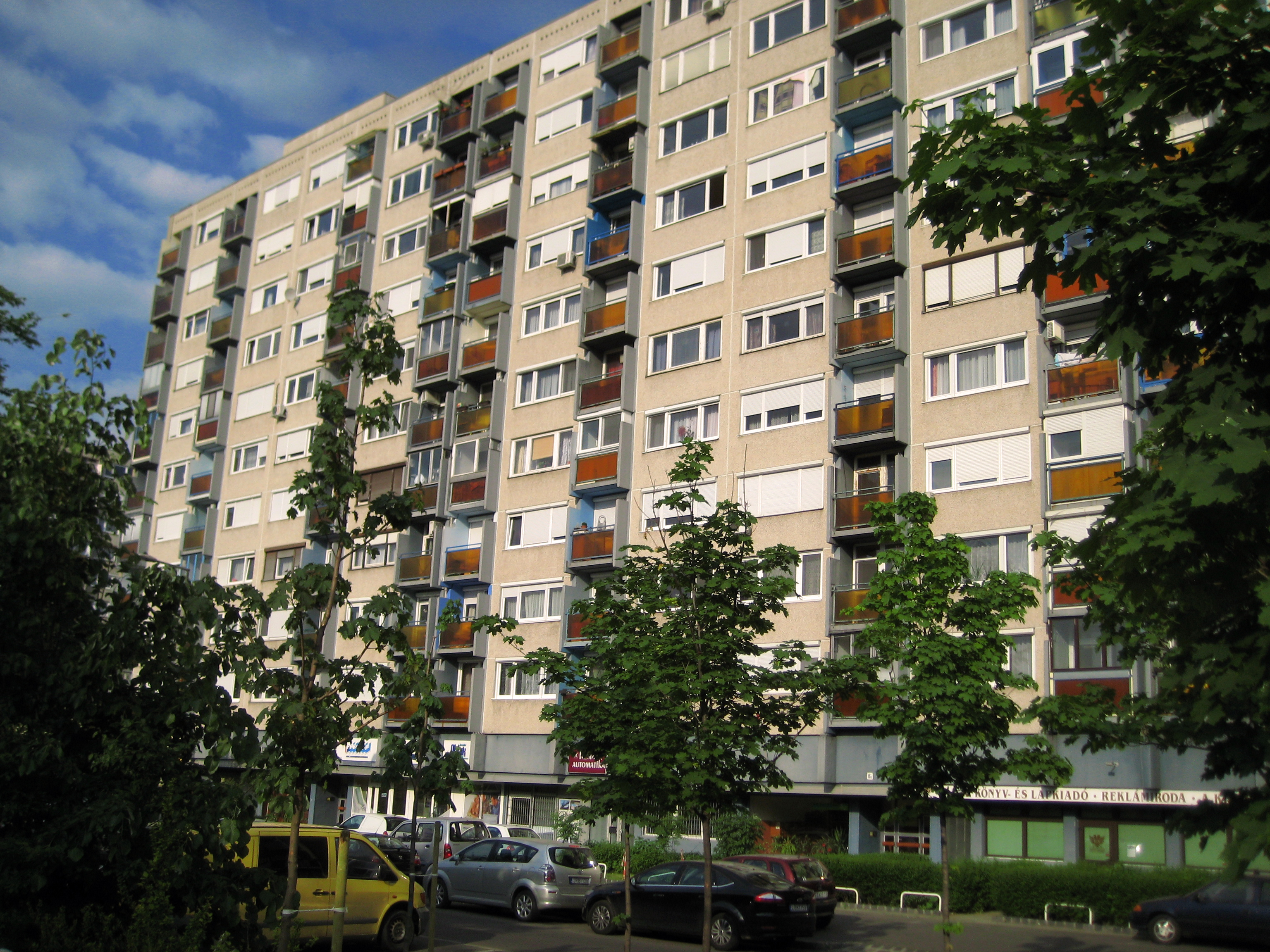
Wohnblock
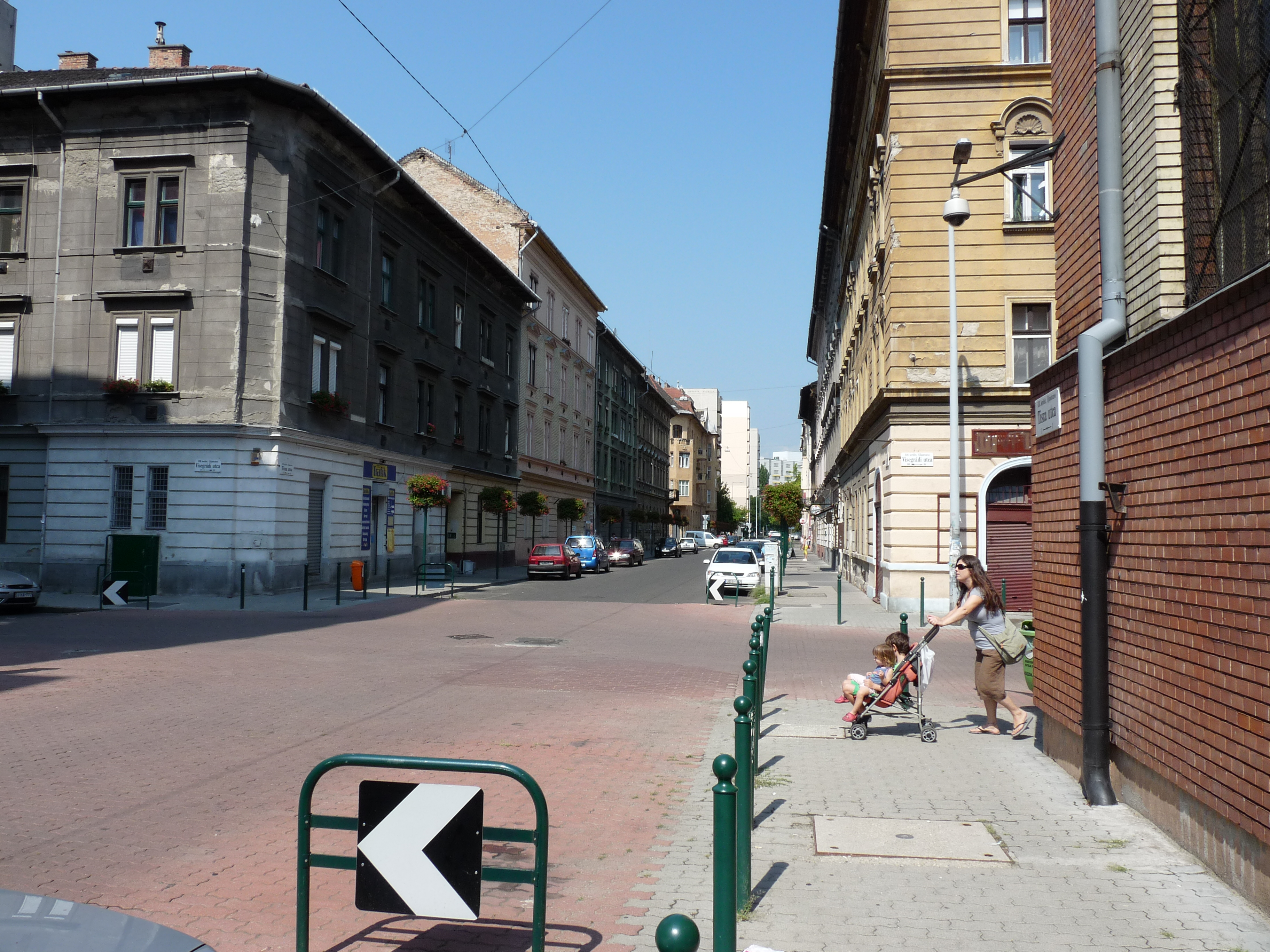
Újlipótváros: Tisza utca
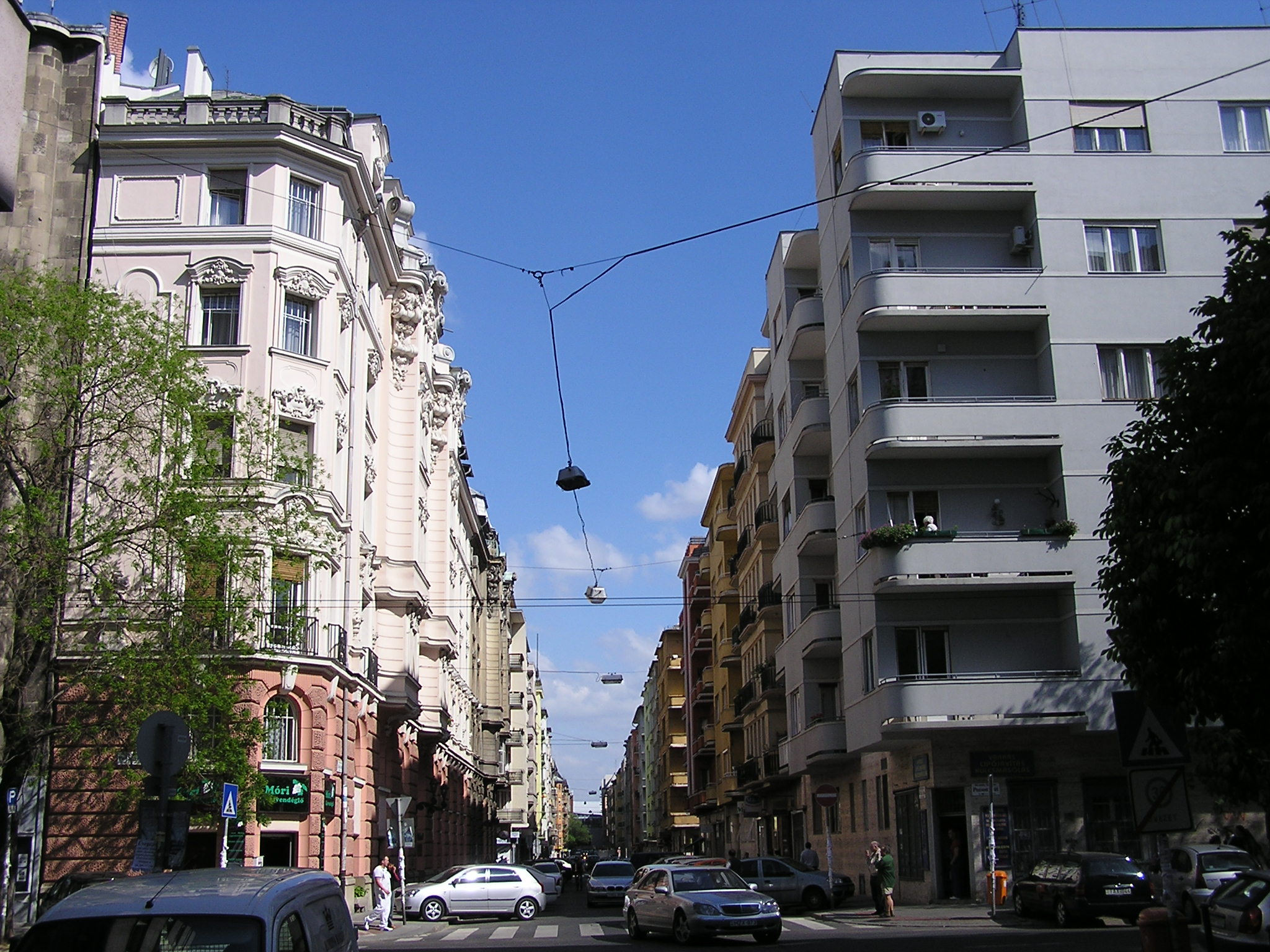
Újlipótváros: Balzac utca
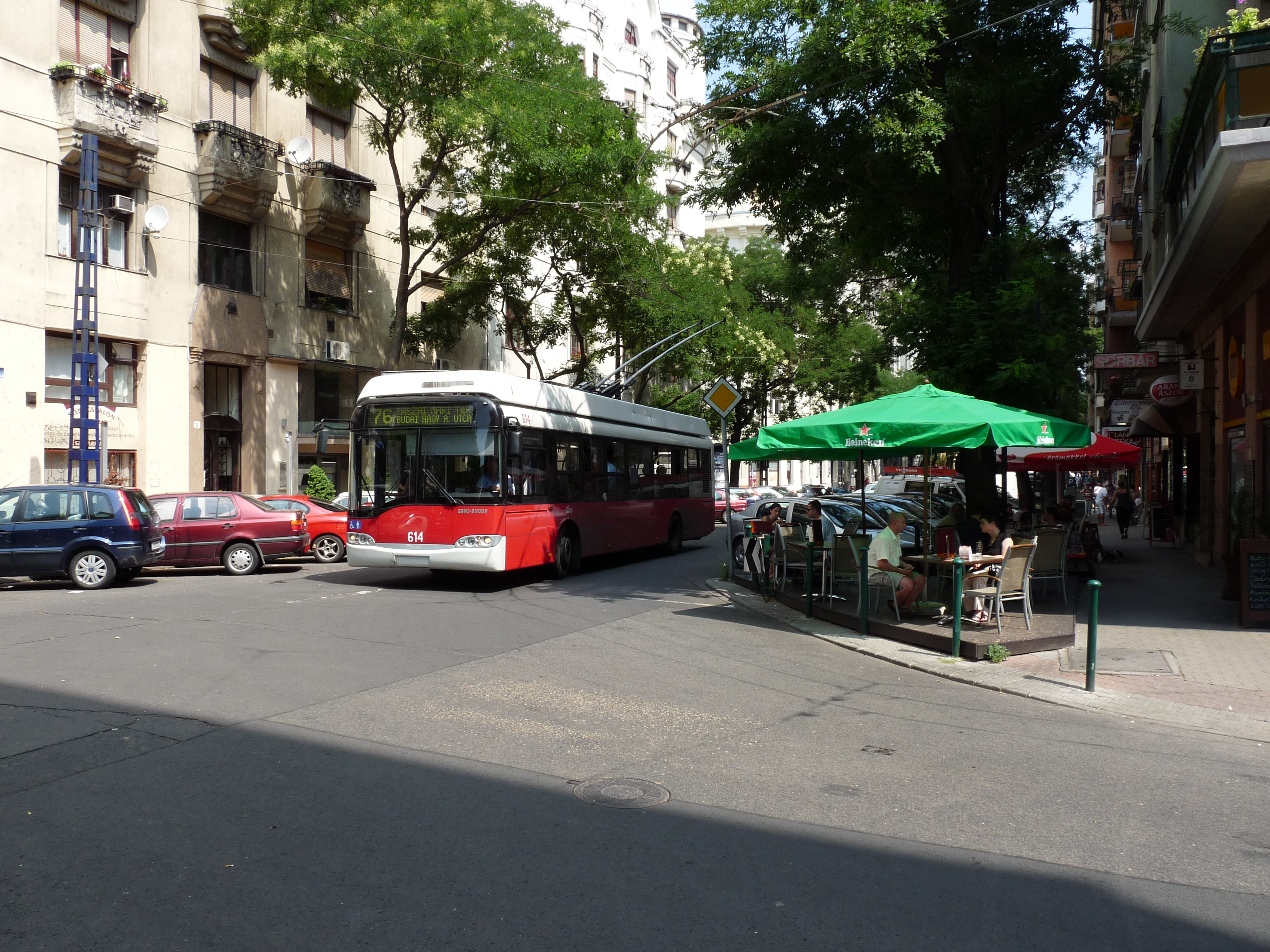
Újlipótváros: Trollibus Nr. 76 in der Pozsonyi út
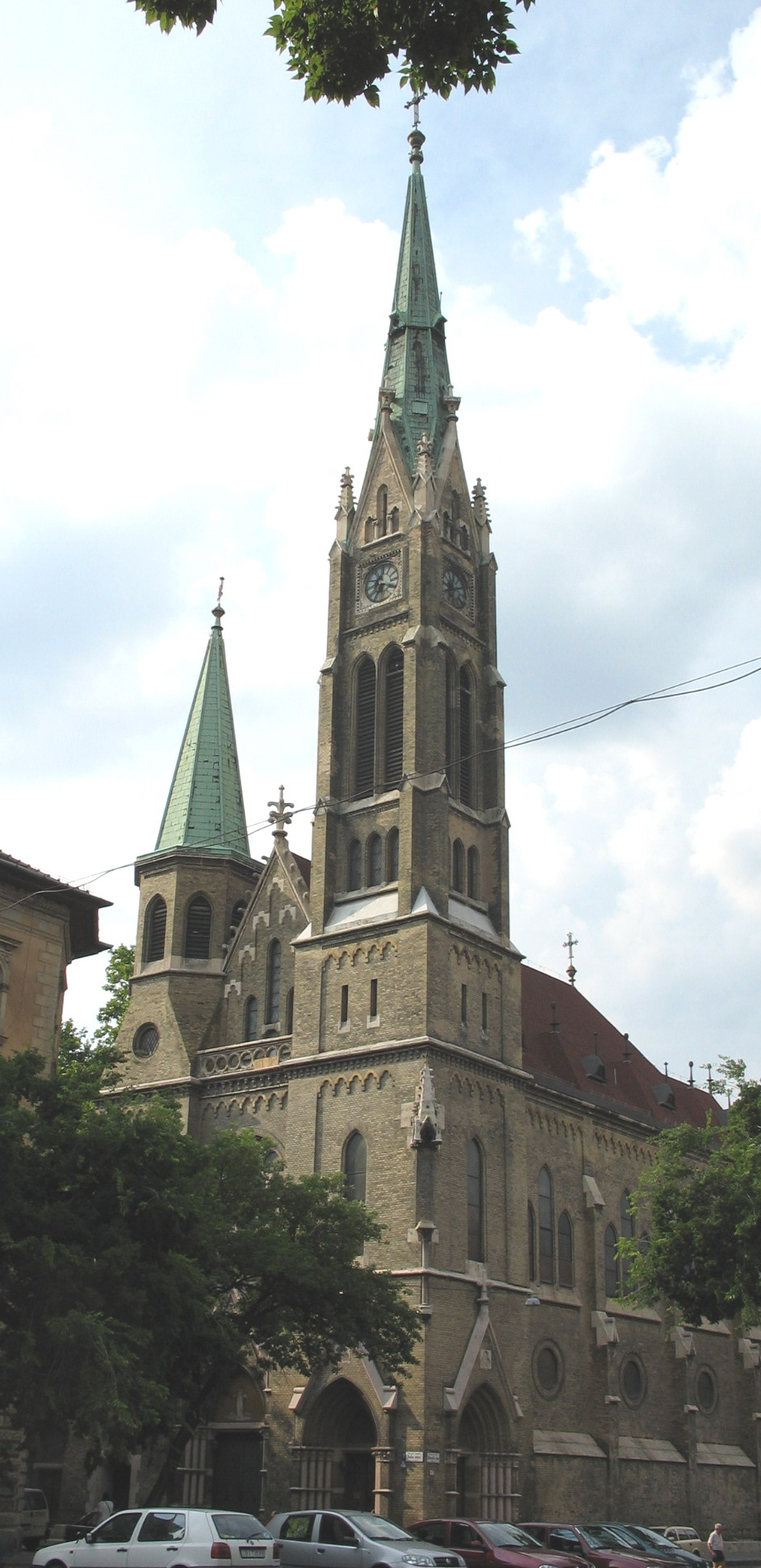
Röm.-kath. Kirche Kármelhegyi Boldogasszony in der Huba utca
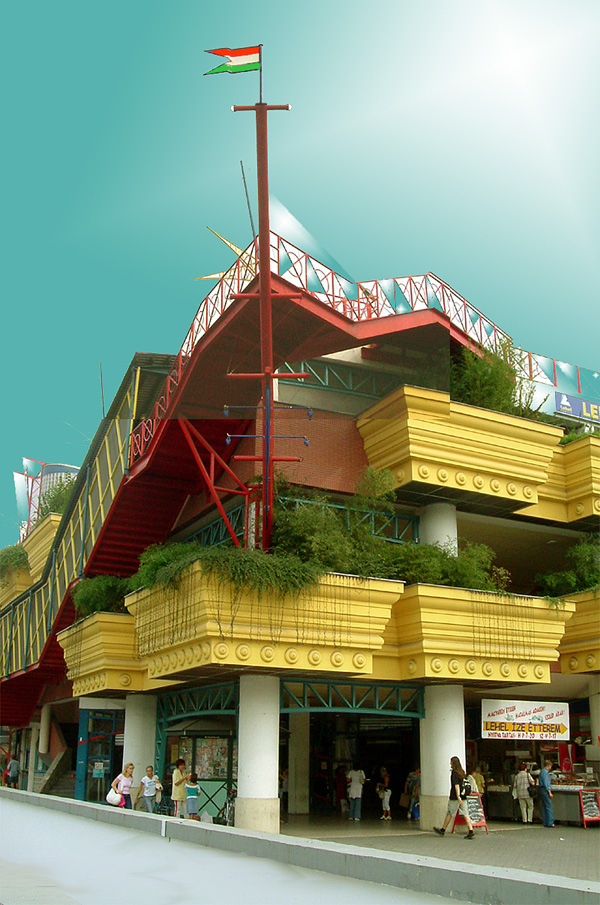
Lehel-Markthalle (Lehel Csarnok), erbaut nach Plänen von László Rajk

## Partnerschaften
- Wien-Floridsdorf, Österreich
- Osijek, Kroatien
- Košice-Juh, Slowakei
- Sovata, Rumänien
- Warschau-Ochota, Polen